# Днипряни
Днипряни (на украински: Дніпряни) е селище от градски тип в Южна Украйна, Херсонска област. Основано е през 1791 година. Населението му е около 4697 души.